# 金伯爾 (堪薩斯州)
金伯爾（英語：Kimball）是位於美國堪薩斯州尼歐肖縣的一個非建制地區。

## 历史
Kimball，最初拼写为Kimbal，于1888年成立。
金巴尔的第一家邮局成立于1888年5月。1950年正式更名为Kimball（带两个L），邮局于1956年关闭。
密苏里-堪萨斯-德克萨斯铁路穿过金博尔，社区以前有一个客运站。

## 地理
金伯爾所處的海拔為高於海平面318米（即1043英呎），而該地所採用的時區為UTC-6，即北美中部時區（CST）。同時該地設有夏令時間，為UTC-6調快一小時，即UTC-5（CDT）。